# Presidenza di James A. Garfield
La presidenza di James A. Garfield iniziò il 4 marzo 1881, con il discorso d'inaugurazione e relativa cerimonia d'insediamento del presidente degli Stati Uniti d'America e terminò il 19 settembre di quello stesso anno, per la morte di Garfield. Il 2 luglio il presidente fu ferito gravemente a colpi d'arma da fuoco all'interno della stazione ferroviaria "Baltimore and Potomac" di Washington; l'aggressore, Charles J. Guiteau, era un avvocato mitomane, che credeva di aver diritto a un incarico diplomatico. La ferita non sembrò essere in un primo momento fatale, ma sembra che le mani non sterilizzate dei medici abbiano causato un irreversibile aggravamento delle condizioni del paziente; Garfield morì a Elberon, nel New Jersey, il 19 settembre, dopo più di due mesi di sofferenze.
Costituisce la seconda presidenza più breve della storia degli Stati Uniti d'America, dopo quella di William Henry Harrison e prima di quella di Zachary Taylor.
Guiteau fu condannato per omicidio volontario alla pena di morte e impiccato nel giugno del 1882; tentò di far passare il suo crimine come un semplice "tentativo di ferimento" incolpando i chirurghi per non aver saputo guarire Garfield.
Durante la breve amministrazione Garfield si segnalano un aumento del ruolo del presidente nelle nomine ad incarichi federali, a discapito del Senato, tradizionalmente suggeritore dei nomi; il rafforzamento del potere della marina militare degli Stati Uniti e il risanamento della corruzione diffusa nel dipartimento delle poste.
Nelle nomine diplomatiche e giudiziarie, Garfield sfidò apertamente il potente senatore dello Stato di New York Roscoe Conkling nominando William Henry Robertson all'importante incarico di direttore del porto di New York, iniziando una dura polemica che si concluse con la conferma di Robertson e le dimissioni di Conkling dal Senato.
Garfield sostenne l'aggiornamento tecnologico in ambito agricolo, un elettorato istruito e i diritti civili degli afroamericani; propose anche una sostanziale riforma della funzione pubblica che fu approvata dal Congresso nel 1883 e firmata dal suo successore Chester Arthur con la denominazione di Pendleton Civil Service Reform Act.
Con il suo mandato bruscamente interrotto dopo soli 200 giorni e gran parte del tempo trascorso in cattive condizioni di salute dopo l'attacco, Garfield viene soprattutto ricordato per il suo assassinio. Gli storici spesso rinunciano perfino ad elencarlo nella classifica storica dei presidenti degli Stati Uniti d'America.

## Elezioni del 1880
Partiti politici: 
  Repubblicano
| Presidente                     |  | James A. Garfield      | 1881 |  |  |
| Vicepresidente                 |  | Chester Arthur         | 1881 |  |  |
|                                |  |                        |      |  |  |
| Segretario di Stato            |  | James Blaine           | 1881 |  |  |
| Segretario al tesoro           |  | William Windom         | 1881 |  |  |
| Segretario alla Guerra         |  | Robert Todd Lincoln    | 1881 |  |  |
| Procuratore generale           |  | Isaac Wayne MacVeagh   | 1881 |  |  |
| Direttore generale delle poste |  | Thomas Lemuel James    | 1881 |  |  |
| Segretario alla Marina         |  | William Henry Hunt     | 1881 |  |  |
| Segretario degli Interni       |  | Samuel Jordan Kirkwood | 1881 |  |  |

## Gabinetto e inaugurazione
Gli eventi salienti della presidenza J. A. Garfield furono:
1881
- prosecuzione della grande depressione;
- prosecuzione della Gilded Age;
- fondazione della Croce Rossa Americana da parte di Clara Barton;
- fondazione della Tuskegee University;
- uccisione di Billy the Kid ad opera di Pat Garrett;
- prosecuzione delle guerre sioux con la resa di Toro Seduto;
- morte dell'ex generale unionista Ambrose Burnside;
- morte del musicista e poeta Sidney Lanier;
- assassinio di James A. Garfield.

## Riforme

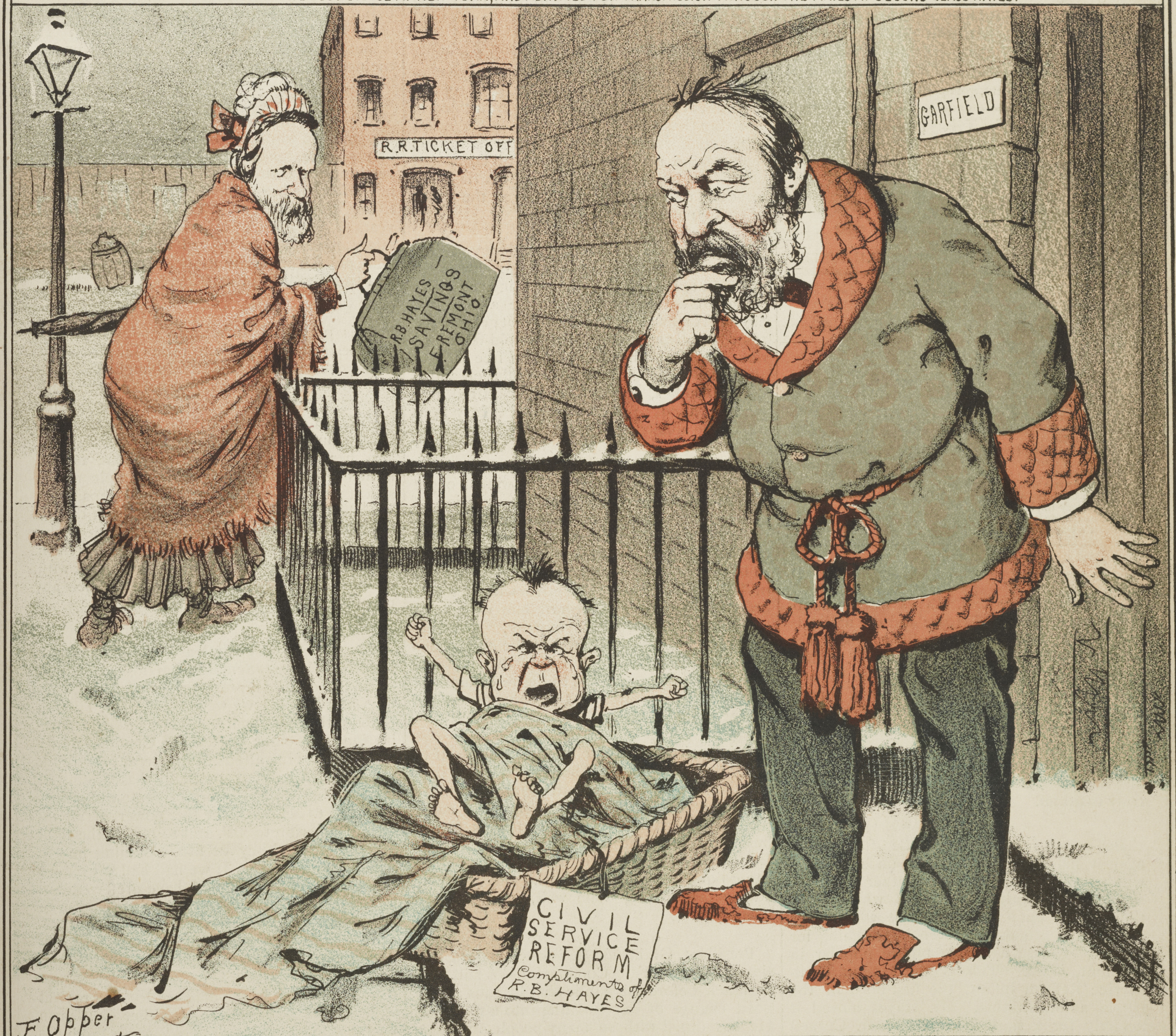
Una vignetta del 1881 dal giornale Puck, che mostra Garfield che trova un bimbo di fronte alla porta, con un'etichetta che dice "Riforma della funzione pubblica, auguri da R.B. Hayes". Hayes, il suo predecessore alla presidenza, si intravede vestito da donna con una borsa con scritto "Risparmi di R.B. Hayes, Fremont, Ohio".

Sia Grant sia Hayes avevano chiesto una riforma della funzione pubblica, e prima del 1881 si erano formate diverse associazioni che la reclamavano. Garfield aveva delle simpatie per esse, credendo che il sistema di nomine basato sull'appartenenza politica (lo spoils system) danneggiava l'istituto del presidente, distraendolo da questioni più importanti. Alcuni riformatori erano delusi perché Garfield aveva proposto di limitare la riforma agli incarichi di basso e aveva nominato diversi suoi vecchi amici a incarichi di rilievo, ma molti continuavano a sostenere Garfield.
Anche la presenza di una vasta corruzione nel sistema postale richiedeva provvedimenti. Nell'aprile 1880 una commissione d'inchiesta del Congresso sulla corruzione nel dipartimento delle Poste, dove giri di malaffare erano sospettati di aver intascato milioni di dollari tramite falsi appalti sulle tratte postali. Dopo essersi aggiudicati l'appalto presentando il prezzo più basso, i costi di funzionamento venivano fatti lievitare e i profitti divisi tra quelli del giro. Sempre nel 1880 Hayes bloccò l'assegnazione di altri appalti su tratte postali. Poco dopo essere entrato in carica, Garfield fu informato dal procuratore generale MacVeagh e dal direttore delle poste James della corruzione nelle poste operata da un giro con a capo il vice direttore delle poste Thomas J. Brady. Garfield chiese le dimissioni di Brady e ordinò indagini che portarono a un processo per associazione a delinquere. Quando venne a sapere che erano coinvolti il suo partito e anche il suo direttore di campagna elettorale, Stephen W. Dorsey, Garfield diede la direttiva a MacVeagh e James di estirpare la corruzione al dipartimento delle poste "fino all'osso", senza preoccuparsi di chi fosse coinvolto. Brady si dimise e fu in seguito processato per associazione a delinquere. Dopo due anni di processi, nel 1883 Brady fu giudicato non colpevole.

### Periodici
- Amanda Schaffer, A President Felled by an Assassin and 1880's Medical Care, in The New York Times, New York, New York, 25 luglio 2006.

### Risorse online
- Allan Peskin, Garfield, James Abram, in American National Biography Online, febbraio 2000.
- 5 cent Garfield, su arago.si.edu, Smithsonian National Postal Museum, 16 maggio 2006. URL consultato il 17 novembre 2017 (archiviato dall'url originale il 7 settembre 2014).